# Padesø Sogn
Padesø Sogn er et sogn i Bogense Provsti (Fyens Stift).
Padesø Kirke blev i 1881 indviet som filialkirke til Hårslev Kirke, og Padesø blev et kirkedistrikt i Hårslev Sogn, som hørte til Skovby Herred i Odense Amt. Hårslev sognekommune inkl. kirkedistriktet blev ved kommunalreformen i 1970 indlemmet i Søndersø Kommune, der ved strukturreformen i 2007 indgik i Nordfyns Kommune. Små dele af kirkedistriktet lå i Fjelsted Sogn og Vissenbjerg Sogn, som efter 1970 kom til hhv. Ejby Kommune og 
Vissenbjerg Kommune og efter 2006 til hhv. Middelfart Kommune og Assens Kommune.
Da kirkedistrikterne blev nedlagt 1. oktober 2010, blev Padesø Kirkedistrikt udskilt som det selvstændige Padesø Sogn. 
Stednavne, se Hårslev Sogn.